# Зародище (Псковская область)
Зародище — деревня в Себежском районе Псковской области России.
Входит в состав городского поселения Идрица.

## География
Расположена в 8 км к юго-востоку от центра городского поселения, посёлка Идрица, западнее озера Зародище.

## История
Возникла в ходе польской колонизации XV—XVII веков.
С 1995 до 2005 года деревня входила в состав ныне упразднённой Идрицкой волости.

## Население
| 2000 | 2001 | 2002 | 2010 |
| ---- | ---- | ---- | ---- |
| 68   | →68  | ↘58  | ↘42  |

Численность населения деревни по оценке на начало 2001 года составляла 68 жителей.

## Инфраструктура
Достопримечательности
- Церковь Николая Чудотворца. Построена в 1598 году как костёл. В конце XIX в. был переосвящён в православную церковь. При перестройке костёла в церковь существенных изменений нарушающих архитектурную основу здания удалось избежать. За всё время существования церковь не разу не закрывалась, но подвергалась поруганиям. Под бывшим костёлом сохранились обширные подвалы — склепы с захоронениями[2].

## Транспорт
Остановка общественного транспорта «Зародище».